# Cacostola janzeni
Cacostola janzeni is een keversoort uit de familie van de boktorren (Cerambycidae). De wetenschappelijke naam van de soort werd voor het eerst geldig gepubliceerd in 1986 door Chemsak & Linsley. De soort is genoemd naar Daniel H. Janzen, die het holotype en drie paratypes had verzameld in Veracruz (Mexico) in 1962.